# Andrzej Jasinski
Andrzej Jasinski (Tschenstochau, 23 oktober 1936) is een Pools pianist en muziekleraar.
Andrzej Jasinski is geboren in 1936 en studeerde bij professor W. Markiewicz aan de Hogeschool voor Muziek in Katowice. Hij verkreeg zijn diploma met lof in 1959. In 1960 en 1961 studeerde hij af bij Magda Tagliaferro. In 1960 won hij de eerste prijs bij het Maria Canals Concours in Barcelona en in 1961 debuteerde hij in Turijn bij het orkest van de RAI onder leiding van dirigent Carlo Zecchi. Hij keerde terug naar Polen en startte zijn carrière als muziekleraar in Katowice. Vanaf 1973 kreeg hij de stoel pianoforte en in 1976 kreeg hij de officiële titel van professor. Van 1979 tot 1982 gaf hij les aan Hogeschool voor Muziek in Stuttgart. 
Hij kreeg vier keer een speciale onderscheiding van de Minister van Cultuur in Polen voor de uitmuntende resultaten van zijn pedagogische activiteiten.
Zijn leerlingen hebben talloze prijzen gewonnen op diverse pianoconcoursen. Krystian Zimerman, die in 1975 het Internationaal Frederick Chopin Piano Concours won, was zijn belangrijkste leerling.
Vanaf dat jaar maakt hij deel uit van de jury bij concoursen in Warschau, Parijs, Brussel, Moskou, Tokio en Bolzano.
- CiNii: DA17724446
- Gemeinsame Normdatei: 136275680
- International Standard Name Identifier: 0000 0000 7885 4410
- Library of Congress Control Number: n2009042841
- MusicBrainz: 413d44a3-cad9-4544-86ac-d5cb28d9ab1e
- Bibliotheek van het Japanse parlement: 001289885
- Virtual International Authority File: 91039691
- WorldCat: E39PBJf8wWMWJqGjGpxyHHYVmd